# AIDES
AIDES è un'associazione francese che lavora per prevenire la diffusione dell'HIV e dell'epatite virale. AIDES è stata fondata nel 1984 dal sociologo Daniel Defert, il cui partner, il filosofo Michel Foucault, era morto a causa di una malattia correlata all'AIDS il 25 giugno 1984. AIDES è un'organizzazione senza scopo di lucro riconosciuta dallo Stato francese. Nel 2017 AIDES contava circa 2.000 membri, di cui 480 dipendenti stipendiati, oltre a 160.000 donatori. AIDES è membro della Coalition PLUS, una rete di organizzazioni per l'AIDS/HIV, di cui è membro fondatore.
AIDES organizza test HIV, distribuisce contraccettivi e siringhe pulite e offre opportunità di parlare con i propri dipendenti. Inoltre, organizza dimostrazioni. AIDES concentra il suo lavoro sulle popolazioni che sono fondamentali per l'HIV e l'epatite, come i migranti, i tossicodipendenti e gli uomini che hanno rapporti sessuali con uomini. Aveva 76 uffici in Francia, compresi i suoi territori d'oltremare, nel 2017. Inoltre, ha operazioni internazionali in Europa, Africa e nelle Americhe in collaborazione con organizzazioni locali. Cerca anche di educare le persone sulle malattie sessualmente trasmissibili. Ad esempio, nel 2018, ha condotto una campagna contro il farmaco PrEP poco conosciuto in Francia, quando hanno affermato che le autorità non avevano agito abbastanza.